# Torre del Padrón
La Torre del Padró, també anomenada Torre Vigía del Padrón i Torre del Paredón, és una torre alimara situada al litoral del municipi de Estepona, a la província de Màlaga.
Té planta circular amb una base de 7,35 metres de diàmetre i una altura de 12 metres. Està situada en el marge dret de la desembocadura del riu Padrón. Va ser construïda en la segona meitat del segle XVI.
Igual que altres torres alimares del litoral mediterrani andalús, la torre formava part d'un sistema de vigilància de la costa emprat per àrabs i cristians i, com les altres torres, està declarada Bé d'Interès Cultural. A la costa d'Estepona existeixen 7 d'aquestes torres.
Actualment està dins dels jardins d'un complex hoteler. La seva fàbrica és de maçoneria amb utilització de maó als buits i a la volta de la cambra interior, sense oblidar el matacà i la garita.